# 中原村 (岐阜県)
中原村（なかはらむら）は、かつて岐阜県益田郡に存在した村である。1955年に合併で下呂町となった後、現在は下呂市の一部である。
かつての下呂町南部、飛騨川沿いの村である。

## 歴史
- 江戸時代末期、この地域は飛騨国益田郡下原郷の一部で、始め飛騨高山藩、後に天領となった。
- 1875年（明治8年） - 久野川村、夏焼村、蛇之尾村、田口村、門和佐村、門原村、保井戸村、火打村、和佐村、瀬戸村、三ツ渕村、福来村、中津原村、大船渡村、中切村、下原町村、渡村が合併し、下原村となる。
- 1883年（明治16年）6月1日 - 下原村の分割により、従来の門原・保井戸・火打・和佐・瀬戸・三ツ渕の各村域が中原村として発足。
- 1889年（明治22年）7月1日 - 町村制により益田郡竹原村が村制施行。
- 1955年（昭和30年）4月1日 - 益田郡下呂町、竹原村、上原村と合併し、改めて下呂町が発足。同日中原村廃止。

## 学校
- 中原村立和佐小学校（1969年に統合。現・下呂市立中原小学校）
- 中原村立中山小学校（1969年に統合。現・下呂市立中原小学校）
- 中原村立中原中学校（1968年に下呂町立下呂中学校（現・下呂市立下呂中学校）中原教室となり、1969年廃校）

## 交通機関
- 国鉄高山本線
  - 焼石駅
- 国道41号

## 名所・旧跡
- 苗代桜
- 中山七里
  - 屏風岩
  - 羅漢岩
  - 孝子ヶ池
  - 牙岩
- 瀬戸第一発電所
- 瀬戸第二発電所